# Хидравлично разбиване
Хидравличното разбиване (също и хидравлично разпукване, хидроразрив на пласта, на английски: hydraulic fracturing, hydrofracking, fracking) представлява процес, при който се създават и доразвиват пукнатини в скалния слой, като за източник на енергия се използва течност. Самото нанасяне на пукнатини се прави чрез сонда, която прониква в скалата на мястото, където се намира находището, с цел да се увеличи екстракцията на нефт и природен газ също и вода.
Пукнатините, образувани чрез хидроразбиване, могат да бъдат от естествен произход или в резултат от човешка дейност. Разширяват се чрез впръскване на течност, която създава налягане в пукнатините, като по този начин те се разширяват и разпространяват в скалата. Естествените хидравлични пукнатини включват, например, вулканични бентове и ледени пукнатини. Пукнатините, резултат от човешка дейност, се създават дълбоко в образувания от сондата отвор и се разпростират до съответните находища. Така създадените пукнатини обикновено се съхраняват, като се добавя стабилизатор в инжектираната течност. Като стабилизатор често се използва пясък, за да се предотврати затварянето на пукнатините след първоначалното инжектиране на течност.

## Цел
Хидравличното разбиване се използва с цел увеличаване или възстановяване на темповете, с които течности като нефт, газ или вода се извличат от земята, включително от неконвенционални находища като шистови скали или въглищни легла.
Хидравличното разбиване позволява извличането на природен газ и нефт от скални образувания, които се намират дълбоко под повърхността на земята (обикновено на 1500 до 6100 метра дълбочина). На такава дълбочина е възможно порестата структура и пропускливостта на скалата да не позволяват на природния газ и нефта да изтекат от скалата към сондата по начин, който да е икономически изгоден.
Създаването на скални пукнатини чрез хидравлично разбиване е изключително важно за добива на шистов газ заради ниската естествена пропускливост на шистовите скали. Пукнатините представляват коридори, които свързват отделните части на находището, като по този начин се увеличава площта, от която се извлича природен газ.
Хидравличното разбиване се използва най-вече за извличане на нефт и газ, но е възможно да се прилага и за стимулиране на кладенци с подземни води, подготовка на скали за образуване на пещери или за влагането на скална маса в пещери в миньорството, подобряване на процеса на обработка на отпадъци (най-често хидроводородни отпадъци или разливи), изхвърляне на отпадъци чрез инжектиране в подходящи скални образувания, измерване вълненията на земята.

## Рискове

### Отравяне на почвата, водите и хората
Според редица екологични организации има рискове при проучване или добив на шистов газ свързани с използването на химически вещества при процеса на хидравлично разбиване. В него се използват желирани флуиди, които понякога съдържат нафта (на свой ред съдържаща бензен, толуен, етилбензен и ксилен). Според доклад от 2004 употребата на дизел представлява най-голямата опасност за подпочвените води заради наднорменото му количество в точката на инжектиране. Други вещества, които се използват в добива са олово, етиленгликол, метанол, борна киселина и подобно на изброените съставки на нафтата, в големи количества те са карциногенни. Част от използваните химически вещества (50 – 70%) в процеса на добива подлежат на обратно извличане. Останалото остава в шистовите слоеве и след закриването на находището. Няма данни за съдбата на оставащите вещества, внедрени в шистите при дълбочина 3000 м, в дългосрочен план, но съществуват основателни предположения че след слягане на земните пластове химикалите излизат на повърхността и замърсяват почвите и подземните води.
Така че проучването за шистов газ както и добива му може да доведе до необратимо отравяне на водни басейни и земи. .
Според предаване на обществената немска телевизия ARD, хората живеещи в близост до сонди за добив на шистов газ са изложени на голям риск от ракови заболявания, заради замърсяването на почвата и водата със силно канцерогенни вещества като бензол, чието съдържание измерено в близост до сонди в Германия надхвърля нормата до 4000 пъти. 

### Земетресения
Доклад в Обединеното кралство посочва, че „необичайна геология“ може да е причина за слабите земни трусове, които са се появили по време на сондирането.. Няколко земетресения, включително едно значително, с магнитуд 4.0 в навечерието на Нова година, които удрят Йънгстаун, Охайо, САЩ, през 2011 г. са свързани с кладенци за изхвърляне на отпадни води използвани при процеса на хидравлично разбиване, според сеизмолози в Колумбийския университет.

### Забрани
Този метод е забранен във Франция, Люксембург  Архив на оригинала от 2012-11-17 в Wayback Machine., Нидерландия и Чехия. В Австрия метода също е неприложим заради строгите изисквания за опазване на околната среда.. Според източници от немското правителство, Германия също ще забрани технологията да бъде прилагана в близост до източници на питейна вода В САЩ пълна забрана за добив на шистов газ е въведена в щата Върмонт на 17.05.2012 г. Архив на оригинала от 2012-05-27 в Wayback Machine., забрана на сондиране за шистов газ в близост до източници на питейна вода има в щата Ню-Йорк от 2010 година, потвърдена от съдебно решение от 22.02.2012 г. 

## В България
Официалното заключение на Института по биоразнообразие и екосистемни изследвания при БАН, за оценка на риска при проучване и добив на шистов газ прието на 19 юли 2011 г. гласи:
| „ | Рискът за околната среда, при прилагане на технологията за хидравлично разбиване за проучване и експлоатация на находищата от шистов газ, при наличната научна информация не може да бъде оценен като пренебрежим или допустим за всички възможни случаи. Неблагоприятните въздействия могат да настъпят и десетилетия след изчерпване на находищата. При възникване на неблагоприятни въздействия в резултат от замърсяването на дълбоките хоризонти възможностите за предприемане на противостоящи мерки са силно ограничени и биха били слабо ефективни. | “ |

След граждански протести срещу проучванията за находища на шистов газ в България, през януари 2012 г. Народното събрание налага мораториум върху такива проучвания. Това решение е критикувано от американския посланик в България, Джеймс Уорлик. В края на февруари се заговаря за премахване на мораториума. Това става скоро след посещението в България на американския държавен секретар, Хилъри Клинтън, и съветника по енергийните въпроси на САЩ, Ричард Морнингстар, и преди пристигането на директора на „Газпром“, Алексей Милер, който идва за да договори ново дългосрочно споразумение за доставки на газ. Според бившия депутат от ДСБ Иван Иванов, от една страна мораториумът забранява и обикновени дълбоки сондажи за газ и петрол, заради изискването при сондажа да има налягане не повече от 20 атмосфери, а от друга, от него печели „Газпром“ с високите си цени. Според изказване на Иванов от средата на февруари 2012, мораториумът ще бъде премахнат до шест месеца след добра разяснителна кампания.
- Протести срещу хидрофранкинга в София през 2011 г.

## Вижте още
- Нефтено поле Vaca Muerta